# Вёлькерлинг-Перссон, Юэль
Юэль Аксель Перссон-Вёлькерлинг (швед. Joel Axel Krister Voelkerling Persson; род. 15 января 2003) — шведский футболист, нападающий итальянского клуба «Лечче».
Старший брат Юэля — Якоб также профессиональный футболист.

## Клубная карьера
Вёлькерлинг — воспитанник клубов «Треллеборг» и итальянского «Рома». В 2022 году он стал победителем Лиги конференций, хотя участие в матчах турнира не принимал. Летом того же года Вёлькерлинг перешёл в «Лечче», подписав контракт на 5 лет. Сумма трансфера составила 850 тыс. евро. 14 января 2023 года в матче против «Милана» он дебютировал в итальянской Серии A. 
29 августа 2023 года перешёл на правах аренды в нидерландский «Витесс».

## Достижения
Клубные
 «Рома»
- Победитель Лиги конференций (не играл) — 2021/2022